# Bahnstrecke Ruda–Oskarshamn
| Streckennummer: | ROJ                         |                                          |                                          |
| Streckenlänge: | 33,3 km                     |                                          |                                          |
| Spurweite: | 891 mm (schwed. 3-Fuß-Spur) |                                          |                                          |
| Maximale Neigung: | 16 ‰                        |                                          |                                          |
| Minimaler Radius: | 300 m                       |                                          |                                          |
| Streckengeschwindigkeit: | 40 km/h                     |                                          |                                          |
| |                             |                                          |                                          |
| \| \| \| Oskarshamn Hamn \| \| \| \| 0 \| Oskarshamn \| 5 m ö.h. \| \| \| \| ab hier Dreischienengleis zum Hafen \| \| \| \| \| [1] \| \| \| \| \| Bahnstrecke Nässjö–Oskarshamn nach Berga \| \| \| \| \| Schmalspur-Güterbahnhof \| \| \| \| \| Bahnbetriebswerk \| \| \| \| 3,8 \| Sörbo (ab 13. Sept. 1907)[2] \| 12 m ö.h. \| \| \| 8,4 \| Skorpetorp \| 19 m ö.h. \| \| \| 13,5 \| Grönskog \| 26 m ö.h. \| \| \| 15,4 \| Kopparhäll \| Kopparhäll \| \| \| 19,0 \| Kumlemar \| Kumlemar \| \| \| 20,0 \| Fliseryd \| 33 m ö.h. \| \| \| \| Emån \| \| \| \| 29,8 \| Kvillegärde (ab 27. Nov. 1908)[2] \| Kvillegärde (ab 27. Nov. 1908)[2] \| \| \| 23,4 \| Finsjö \| 50 m ö.h. \| \| \| \| Industriegleis \| \| \| \| \| Kvillen \| \| \| \| 27,8 \| Ekhult \| 63 m ö.h. \| \| \| 30,9 \| Målen \| Målen \| \| \| 31,1 \| Målens grusgrop \| Målens grusgrop \| \| \| \| Bahnstrecke Kalmar–Berga von Berga \| \| \| \| 32,9 \| Ruda \| 77 m ö.h. \| \| \| \| Bahnstrecke Kalmar–Berga nach Kalmar \| \| \| \| \| Bahnstrecke Ruda–Älghult nach Älghult \| \| \| \| \| \| \| \| Quellen: [3] \| \| \| \| |                             |                                          |                                          |
| |                             | Oskarshamn Hamn                          |                                          |
| Kopfbahnhof Streckenanfang · Kopfbahnhof Streckenanfang (Strecke außer Betrieb) · Strecke | 0                           | Oskarshamn                               | 5 m ö.h.                                 |
| Strecke |                             | ab hier Dreischienengleis zum Hafen      | ab hier Dreischienengleis zum Hafen      |
| Abzweig geradeaus und von links · Kreuzung (Strecke geradeaus außer Betrieb) · Strecke nach rechts |                             | [ 1 ]                                    | [ 1 ]                                    |
| Strecke · Strecke (außer Betrieb) |                             | Bahnstrecke Nässjö–Oskarshamn nach Berga | Bahnstrecke Nässjö–Oskarshamn nach Berga |
| Dienststation / Betriebs- oder Güterbahnhof (Strecke außer Betrieb) |                             | Schmalspur-Güterbahnhof                  | Schmalspur-Güterbahnhof                  |
| Abzweig geradeaus und nach links (Strecke außer Betrieb) |                             | Bahnbetriebswerk                         | Bahnbetriebswerk                         |
| Haltepunkt / Haltestelle (Strecke außer Betrieb) | 3,8                         | Sörbo (ab 13. Sept. 1907)                | 12 m ö.h.                                |
| Bahnhof (Strecke außer Betrieb) | 8,4                         | Skorpetorp                               | 19 m ö.h.                                |
| Bahnhof (Strecke außer Betrieb) | 13,5                        | Grönskog                                 | 26 m ö.h.                                |
| Haltepunkt / Haltestelle (Strecke außer Betrieb) | 15,4                        | Kopparhäll                               | Kopparhäll                               |
| Haltepunkt / Haltestelle (Strecke außer Betrieb) | 19,0                        | Kumlemar                                 | Kumlemar                                 |
| Bahnhof (Strecke außer Betrieb) | 20,0                        | Fliseryd                                 | 33 m ö.h.                                |
| Brücke über Wasserlauf (Strecke außer Betrieb) |                             | Emån                                     | Emån                                     |
| Haltepunkt / Haltestelle (Strecke außer Betrieb) | 29,8                        | Kvillegärde (ab 27. Nov. 1908)           | Kvillegärde (ab 27. Nov. 1908)           |
| Bahnhof (Strecke außer Betrieb) | 23,4                        | Finsjö                                   | 50 m ö.h.                                |
| Strecke (außer Betrieb) |                             | Industriegleis                           | Industriegleis                           |
| Brücke über Wasserlauf (Strecke außer Betrieb) |                             | Kvillen                                  | Kvillen                                  |
| Bahnhof (Strecke außer Betrieb) | 27,8                        | Ekhult                                   | 63 m ö.h.                                |
| Haltepunkt / Haltestelle (Strecke außer Betrieb) | 30,9                        | Målen                                    | Målen                                    |
| Abzweig geradeaus und nach links (Strecke außer Betrieb) | 31,1                        | Målens grusgrop                          | Målens grusgrop                          |
| Abzweig ehemals geradeaus und von rechts |                             | Bahnstrecke Kalmar–Berga von Berga       | Bahnstrecke Kalmar–Berga von Berga       |
| Bahnhof | 32,9                        | Ruda                                     | 77 m ö.h.                                |
| Abzweig ehemals geradeaus und nach links |                             | Bahnstrecke Kalmar–Berga nach Kalmar     | Bahnstrecke Kalmar–Berga nach Kalmar     |
| Strecke (außer Betrieb) |                             | Bahnstrecke Ruda–Älghult nach Älghult    | Bahnstrecke Ruda–Älghult nach Älghult    |
| |                             |                                          |                                          |
| Quellen: |                             |                                          |                                          |

Die Bahnstrecke Ruda–Oskarshamn war eine schmalspurige Bahnstrecke in Schweden, die Oskarshamn und Ruda in Kalmar län miteinander verband. Sie wurde am 11. Januar 1907 für den öffentlichen Verkehr eröffnet. Der Güterverkehr auf dem letzten Teilstück wurde 1970 eingestellt.

## Geschichte
Die Gegend im mittleren Kalmar län und im östlichen Kronobergs län war sehr reich an Wäldern. Die Möglichkeiten, um die Forstprodukte zu einem Hafen zu bringen, waren sehr beschränkt und behinderten die Entwicklung der Forstindustrie.
In den späten 1800er Jahren wurde es immer wichtiger, die Transportprobleme zu lösen. In Fliseryd, das reich an Wasserkraft war und eine aufstrebende Industriestruktur hatte, wurden in dieser Zeit Überlegungen angestellt, eine Bahnstrecke zu errichten. Ein Industriebetrieb, die AB Bankeberg – Finsjö, plante den Bau einer Strecke nach Möckhult oder Bohult an der Bahnstrecke Nässjö–Oskarshamn. Dies traf auf Widerstand, weil die allgemeine Meinung war, dass die Eisenbahn zu einem Hafen an der Küste führen sollte, entweder nach Mönsterås oder nach Oskarshamn. In der Gemeinde Mönsterås war man an dieser Variante sehr interessiert.
In einer öffentlichen Sitzung am 8. März 1903 tagte ein Ausschuss von fünf Personen. Dessen Aufgabe war es, die verschiedenen Vorschläge zu diskutieren, einschließlich des Vorschlages der Streckenführung Fliseryd kyrkby–Ruda. Der Ausschuss beschloss die vorgeschlagene Route Oskarshamn–Ruda und beauftragte den Ingenieur R. Schwanbom, einen Kostenvoranschlag zu erstellen. Dessen Berechnungen ergaben 1.030.000 Kronen einschließlich der Fahrzeuge.
Mitte 1903 wurde ein Antrag für eine Konzession für die Bahnstrecke gestellt. Der Antrag wurde von Bezirksrichter Philip Wester, P. L. Laurell, Direktor M. Linder, Konsul G. L. Wijkström und Gutsbesitzer G. Johansson unterzeichnet. Die Pläne, Profilzeichnungen und Kostenschätzungen wurde von Leutnant J. A. Blomberg erstellt. Die Strecke sollte in Schmalspur mit einer Spurweite von 891 mm errichtet werden und 33 Kilometer lang sein, die Kosten wurden auf 920.000 Kronen einschließlich der Fahrzeuge geschätzt. Die Konzession wurde am 2. September 1904 mit der Forderung, den Kostenvoranschlag auf 970.000 Kronen zu erhöhen, gewährt. Während die Konzession erteilt wurde, wurde ein Genehmigungsantrag für die konkurrierende Eisenbahnstrecke Finsjö–Mönsterås abgelehnt.

## Ruda–Finsjö–Oskarshamns Järnvägsaktiebolag
Die oben genannten Personen luden zur Aktienzeichnung ein. Die Stadt Oskarshamn zeichnete Aktien für 316.000 Kronen und die Gemeinde Fliseryd für 80.000 Kronen. Bei einem Treffen von 27. bis 28. Dezember 1903 wurde festgestellt, dass Aktien in Höhe von 484.100 Kronen gezeichnet waren. Auf dieser Grundlage beschloss die Versammlung, die Ruda–Finsjö–Oskarshamns Järnvägsaktiebolag oder in Kurzform Ruda–Oskarshamns Järnvägsaktiebolag (ROJ), zu gründen. In den Vorstand wurden die gleichen Leute gewählt, die die Konzession beantragt hatten. Sprecher wurde Philip Wester. Die Gesellschaft erhielt zudem eine Staatsanleihe von 483.300 Kronen.
Die Gesellschaft engagierte sich später stark für die Verlängerung der Strecke nach Älghultsby und der damit verbundenen Gründung der Gesellschaft Ruda–Älghultsby Järnvägsaktiebolag (RÄJ). Nach deren Gründung wurde eine gemeinsame Verwaltung der beiden Gesellschaften beschlossen. Mit ihrem Personal und ihren Fahrzeugen betrieb die ROJ die Strecke der RÄJ.
Die Rezession in den 1920er Jahren beeinflusste die Eisenbahn sehr stark. Für ROJ und RÄJ rettete der Transport von Sand und Holz eine gewisse Zeit die Situation. Im Personenverkehr wurde versucht, 1924 durch den Kauf eines Triebwagens den Verkehr zu rationalisieren. Trotz großer Bemühungen gingen beide Gesellschaften 1931 in Konkurs.

## Streckenbau
Als Unternehmer für den Bahnbau wurden Baumeister P. J. Petersson aus Skövde und Ingenieur Johan Svensson aus Mönsterås beauftragt. Der Gleisbau begann am 28. April 1905 und verlief ohne größere Probleme. Am 10. Dezember 1906 kündigte die Unternehmer an, dass die Strecke für die Abnahme bereit wäre. Dieser folgte die Eröffnung der Strecke am 11. Januar 1907 für den öffentlichen Verkehr.
Für den Bahnhof Ruda wurde eine Vereinbarung mit „Föreningen för Kalmar läns östra järnvägs byggand“ getroffen, die die Bahnstrecke Kalmar–Berga betrieb, um deren Station zu benutzen. In Übereinkunft mit der Nässjö-Oskarshamns Järnväg für den Bahnhof Oskarshamn fuhren die Personenzügen bis zu deren Bahnhof, es wurde eine gemeinsame Umschlaghalle für Waren gebaut. Etwa 800 Meter vom Bahnhof entfernt baute die Ruda–Finsjö–Oskarshamns Järnvägsaktiebolag einen eigenen Schmalspurgüterbahnhof.
Die Schlussabrechnung für den Bahnbau wies eine Summe von 1.083.000 Kronen aus. Die Schienen hatten eine Meterlast von 17,7 kg je Meter, die stärkste Neigung betrug 16 ‰ und der kleinste Radius 300 Meter. Die maximale Achslast war mit 7,2 Tonnen bei einer maximalen Geschwindigkeit von 40 km/h festgelegt. 1907 hatte die Gesellschaft 34 Personen beschäftigt. Der erste Verkehrsleiter war Axel Tage Richard Wiedeman, der zudem Bahnhofsvorsteher für die Bahnhöfe der Strecke war.
Für den Unterhalt der Fahrzeuge wurden Lokschuppen in Oskarshamn und Ruda gebaut. In Oskarshamn entstand 1905 ein aus Ziegeln errichtetes Rundhaus mit zwei Ständen und einer zugehörigen Drehscheibe mit 10,3 Meter Durchmesser, ein Kohlebehälter und ein Kohlenkran. Angrenzend wurde ein Wasserturm gebaut. Eine Werkstatt mit zwei Ständen entstand neben dem Lokschuppen. Mit der Übernahme der Bahnstrecke Ruda–Älghult wurde der Lokschuppen um zwei Stände erweitert. Das Bahnbetriebswerk war etwa 800 Meter südlich vom Bahnhof Oskarshamn entfernt. Der Lokschuppen wurde 1978 abgerissen.
In Ruda wurde 1906 ein einständiger Lokschuppen mit einer Drehscheibe von 10,3 Metern gebaut. Dieser lag am Nordende des Bahnhofes und wurde 1967 nach der Einstellung des Verkehrs abgerissen.

## Fahrzeuge
Bereits in der Bauphase der Strecke wurden zwei Dampflokomotiven gekauft, weitere Fahrzeuge folgten im Laufe der Jahre:
| Nummer | Bauart           | Achsfolge | Hersteller                     | Baujahr    | Verbleib |
| ------ | ---------------- | --------- | ------------------------------ | ---------- | --- |
| 1      | Tenderlok        | 1 C t     | Nydqvist och Holm, Trollhättan | 806 1905   | 1932 von Östra Smålands Järnväg übernommen, ÖSmJ 1; 1940: SJ S8p 3025, 1953 verschrottet                              |
| 2      | Tenderlok        | 1 C t     | Nydqvist och Holm, Trollhättan | 807 1905   | 1927 an Dala–Ockelbo–Norrsundets Järnväg, DONJ 13, 1966 verschrottet                                                  |
| 3      | Tenderlok        | 1 C t     | Nydqvist och Holm, Trollhättan | 951 1910   | 1932 von Östra Smålands Järnväg übernommen, ÖSmJ 3; 1940: SJ S9p 3026, 1968 an Museiföreningen Anten–Gräfsnäs Järnväg |
| 4      | Tenderlok        | 1' C 1' t | Henschel, Kassel               | 17868 1920 | 1932 von Östra Smålands Järnväg übernommen, ÖSmJ 4; 1940: SJ S2p 3038, 1962 verschrottet                              |
| 5      | Tenderlok        | 1' C 1' t | Henschel, Kassel               | 17869 1920 | 1932 von Östra Smålands Järnväg übernommen, ÖSmJ 5; 1940: SJ S2p 3039, 1968 an Museiföreningen Anten–Gräfsnäs Järnväg |
| 7      | Dieseltriebwagen | 1 A       | Kalmar Verkstad, Kalmar        | 1924       | 3. Klasse, 1931 an Hjo–Stenstorps Järnväg                                                                             |

Mit der Betriebsaufnahme 1907 waren vier Personenwagen und 34 Güterwagen vorhanden. Vor der Eröffnung der Bahnstrecke Ruda–Älghult durch die Ruda–Älghults järnvägsaktiebolag wurden 1920 die beiden Henschel-Lokomotiven beschafft. Für den Personenverkehr kaufte die Gesellschaft 1924 einen Triebwagen von Kalmar Verkstad, der nach der Insolvenz 1931 an Hjo-Stenstorps Järnväg verkauft wurde.

## Östra Smålands Järnvägsaktiebolag
Ruda–Finsjö–Oskarshamns Järnvägsaktiebolag ging 1931 in Konkurs. Sie und die ebenfalls in Insolvenz gegangene Ruda–Älghults järnvägsaktiebolag (RÄJ) gingen am 1. Juli 1932 in die Östra Smålands Järnvägsaktiebolag (ÖSmJ) über, die eine Tochtergesellschaft der Kalmar–Berga Järnvägsaktiebolag war. Diese Tochtergesellschaft ging 1936 ebenfalls in die Insolvenz, wurde am 1. Januar 1937 aufgelöst und direkt in die Kalmar–Berga Järnvägsaktiebolag integriert.

## Verstaatlichung
Die Kalmar läns östra järnvägsaktiebolag wurde am 1. Juli 1940 im Rahmen der allgemeinen Eisenbahnverstaatlichung in Schweden vom Staat übernommen und in Statens Järnvägar integriert. Das Personenverkehrsaufkommen stieg während des Zweiten Weltkriegs an, so dass von Dampflokomotiven gezogene Personenzüge durch Triebwagen ersetzt wurden. Der Güterverkehr wurde bis zur Stilllegung der Strecke weiterhin mit Dampflokomotiven durchgeführt.

## Stilllegung
Am 29. September 1963 endete der Güterverkehr zwischen Oskarshamn und Kvillegärde.
Zum 1. Juli 1966 wurde der Personenverkehr zwischen Oskarshamn, Kvillegärde und Ruda eingestellt. 1970 wurde der Güterverkehr zwischen Kvillegärde und Ruda eingestellt, als die Firma Ackumulator AB Jungner den Warentransport auf der Schiene beendete.
Die Strecke wurde 1968 zwischen Oskarshamn und Skorpetorp sowie der letzte Teil zwischen Skorpetorp und Ruda Ende 1970 / Anfang 1971 abgebaut.

## Reste der Strecke
Teile des Bahndammes dienen als Fuß- bzw. als Fahrradweg.